# Symmerus yamatoensis
Symmerus yamatoensis är en tvåvingeart som beskrevs av Saigusa 1973. Symmerus yamatoensis ingår i släktet Symmerus och familjen hårvingsmyggor. Inga underarter finns listade i Catalogue of Life.